# Libnotes nohirai
Libnotes nohirai är en tvåvingeart som beskrevs av Alexander 1918. Libnotes nohirai ingår i släktet Libnotes och familjen småharkrankar. Inga underarter finns listade i Catalogue of Life.